# Гудрик-Кларк, Николас
Ни́колаc Гу́дрик-Кларк (англ. Nicholas Goodrick-Clarke, 15 января 1953, Линкольн, Великобритания — 29 августа 2012) — британский историк и религиовед, директор Центра изучения западной эзотерики (EXESESO) при Школе гуманитарных и социальных исследований Эксетерского университета. Автор монографии «Оккультные корни нацизма. Тайные арийские культы и их влияние на нацистскую идеологию: Ариософы Австрии и Германии, 1890—1935», переведённой на многие языки.

## Биография
Родился в Линкольне, графство Линкольншир, получил степень бакалавра гуманитарных наук в 1974 в Бристольском университете, в 1982 получил степень доктора философии в Оксфордском университете защитив диссертацию по теме «Ариософы Австрии и Германии 1890—1935: Реакционные политические фантазии в отношении к социальной тревожности». В 1978—1980 работал школьным учителем в городе Перт (Шотландия), в 1980—1981 — в Шельклингене и в 1982 — в Кембридже. С 1982 по 1985 работал в качестве менеджера в отделении Chase Manhattan Bank в Лондоне. С 1985 — писатель и преподаватель университета.
Научные интересы Гудрик-Кларка включали модели глобализации эзотерики, историю теософии и эзотерических теорий в XX веке, герметизма, пиетизма и алхимии в эпоху Просвещения, розенкрейцерства и др.
Гудрик-Кларк был членом Общества авторов научной и медицинской сети, старшим научным сотрудником St Edmund Hall, членом правления Европейского общества исследователей западного эзотеризма (ESSWE).
Также был редактором книжной серии по западной эзотерике.
Писал увлекательным и доступным стилем.
С 1985 года был женат на Клэр Гудрик-Кларк, преподавательнице Эксетерского университета.

## Некоторые научные труды
- The Western Esoteric Traditions: A Historical Introduction … 1988 — ISBN 0-19-532099-9
- The Occult Roots of Nazism: Secret Aryan Cults and Their Influence on Nazi Ideology: The Ariosophists of Austria and Germany, 1890—1935, …1985 — ISBN 0-85030-402-4 (В немец. изд. с 15-страничным предисловием H.T.Hakl)
- Hitler's Priestess[англ.]: Savitri Devi, the Hindu-Aryan Myth and Neo-Nazism, …1998-2000 — ISBN 0-8147-3111-2
- Unknown Sources: National Socialism and the Occult, co-authored with Hans Thomas Hakl — ISBN 1-55818-470-8
- Enchanted City — Arthur Machen and Locality: Scenes from His Early London Years, 1880-85, … 1987 — ISBN 0-948482-03-6
- Black Sun: Aryan Cults, Esoteric Nazism and the Politics of Identity. — New York University Press, 2002. — ISBN 0-81-473124-4.
- Helena Blavatsky, edited and introduced by Goodrick-Clarke, …2004 — ISBN 1-55643-457-X
- G.R.S. Mead and the Gnostic Quest, edited and introduced by Clare and Nicholas Goodrick-Clarke — ISBN 1-55643-572-X
- Emanuel Swedenborg: Visionary Savant in the Age of Reason by Ernst Benz, translated and introduced by Goodrick-Clarke — ISBN 0-87785-195-6
- Paracelsus: Essential Readings, edited by Goodrick-Clarke — ISBN 1-55643-316-6
- Swedenborg and New Paradigm Science by Ursula Groll, translated by Goodrick-Clarke — ISBN 0-87785-303-7
- Dreamer of the Day: Francis Parker Yockey and the Postwar Fascist International by Kevin Coogan, foreword by Goodrick-Clarke, Autonomedia, Brooklyn, NY 1998 — ISBN 1-57027-039-2

### Переводы на русский язык
- Гудрик-Кларк Н. Оккультные корни нацизма: Тайные арийские культы и их влияние на нацистскую идеологию. — СПб.: Евразия, 1995. — 244 с. — (Подземелья истории).
- Гудрик-Кларк Н. Оккультные корни нацизма: когда легенды становятся былью / пер. с англ. П. Лосева. — М.: Родина, 2019. — 303 с. — (Взлёт и падение Третьего рейха). — 1500 экз. — ISBN 978-5-907024-78-6.